# Elesde
Elesde ist eine deutsche Elektro-Band mit einer vollständigen CD-Veröffentlichung sowie einigen Sampler-Beiträgen. Laut nur halbernster Selbstbeschreibung stellen sie die "weibliche Antwort auf Rammstein" dar.

## Geschichte
Die Gruppe wurde 1994 in Baden-Württemberg gegründet. Axel Kretschmann, der auch der Komponist der Band ist, ist aus dem Musikprojekt Silke Bischoff bekannt.
Die einzige CD der Band, Tanz mit mir, stammt aus dem Jahr 1998 (Kinderzimmer Studio & Joker Studio/Timezone Studio, Osnabrück). Die CD-Präsentation erfolgte 1998 auf dem Label SPV/Absolution im Bochumer Zwischenfall.
„Sie beschreiben ihre Texte selbst als boshaft, infantil und eindeutig, eingebettet in minimale elektronische Tanzmusik, die an die achtziger Jahre erinnert, aber wegweisend für das neue Jahrtausend ist.“

## Diskografie
- 1998 Tanz mit mir